# Possidio de Calama
Possidio de Calama (siglo IV - después de 437) fue un obispo y santo bereber, obispo de Calama en Numidia.

## Biografía
Se desconocen las fechas de su nacimiento y muerte. Hacia 397 fue elegido obispo de Calama en Numidia. Amigo durante más de 40 años de San Agustín, a quien probablemente conoció en el momento de la fundación del monasterio masculino en Hipona, tal como se deduce del libro que escribió con la Vita Sancti Augustini, que escribió después del año 430, pues en su obra relata la muerte de Agustín, y antes de la caída de Cartago en poder de los vándalos ocurrida en 439.
El año 409 formó parte con otros tres obispos de la delegación enviada a Roma, ante el emperador para pedir su protección frente a los donatistas. En 416 participó en el concilio de Milevun, en el que se acordó dirigir una carta al papa Inocencio I, pidiéndole que actuara frente al pelagianismo. Se unió también a San Agustín en la carta adicional dirigida al papa sobre el mismo tema, firmada también por Alipio de Tagaste, Aurelio y Evodio..
Cuando los vándalos invadieron el África romana, huyó a Hipona, donde estuvo presente en la muerte de Agustín. La última mención histórica de Possidio se remonta al 437, cuando fue exiliado por Genserico, junto con Novato di Sitifi y Severiano di Ceramussa.

## Culto
Del Martirologio Romano, el 16 de mayo: "Conmemoración de San Posidio, obispo de Guelma en Numidia, en la Argelia actual, quien, discípulo y fiel amigo de San Agustín, estuvo presente en su muerte y escribió una famosa biografía". Los canónigos regulares y los ermitaños de San Agustín lo celebran litúrgicamente en esa fecha, con San Alipio  gracias a la concesión del papa Clemente X, por el breve Alias a Congregatione del 19 de agosto de 1672.